# Edwin Aguilar
Edwin Aguilar (Panamá, Panamá; 7 de agosto de 1985) es un exfutbolista panameño que jugaba como delantero.

## Trayectoria
Edwin comenzó con su carrera como jugador profesional en el año 2004, cuando se une al club Tauro FC de Panamá en el que permanece hasta el 2007 consiguiendo el Anaprof Apertura, ese año viaja a México para unirse al Tiburones Rojos de Coatzacoalcos, regresando al siguiente año a su anterior club en Panamá, ese mismo año es cedido en calidad de préstamo al club FK Karpaty Lviv de Ucrania por seis meses. Posteriormente en el 2009 viaja a Guatemala para unirse a la plantilla del club Universidad SC, donde juega por un año.

## Selección nacional
En la selección de fútbol de Panamá participó en la copa del mundo sub-20 en el 2005 en Holanda, participó con la selección mayor para la Copa de Oro 2007, torneo sub-23 2007.
En el 2008 participó con Panamá en el Preolímpico de Tampa. En ninguna de esas participaciones jugó.

### Participaciones en Copas del Mundo
| Mundial                     | Sede         | Resultado    | Partidos | Goles |
| --------------------------- | ------------ | ------------ | -------- | ----- |
| Copa Mundial Sub-20 de 2005 | Países Bajos | Primera fase | 3        | 0     |

### Goles internacionales
- Actualizado el 18 de abril de 2020

| Goles internacionales | Goles internacionales | Goles internacionales                     | Goles internacionales | Goles internacionales | Goles internacionales | Goles internacionales     |
| #                     | Fecha                 | Lugar                                     | Rival                 | AutoGol               | Resultado             | Competición               |
| --------------------- | --------------------- | ----------------------------------------- | --------------------- | --------------------- | --------------------- | ------------------------- |
| 1                     | 31-1-2007             | Estadio Rommel Fernández, Panamá          | Trinidad y Tobago     | 2-1                   | 2-1                   | Amistoso                  |
| 2                     | 11-8-2010             | Estadio Rommel Fernández, Panamá          | Venezuela             | 3-1                   | 3-1                   | Amistoso                  |
| 3                     | 7-9-2010              | Estadio Rommel Fernández, Panamá          | Trinidad y Tobago     | 1-0                   | 3-0                   | Amistoso                  |
| 4                     | 18-12-2010            | Estadio Olímpico, Honduras                | Honduras              | 1-1                   | 1-2                   | Amistoso                  |
| 5                     | 14-1-2011             | Estadio Rommel Fernández, Panamá          | Belice                | 1-0                   | 2-0                   | Copa Centroamericana 2011 |
| 6                     | 18-1-2011             | Estadio Rommel Fernández, Panamá          | El Salvador           | 1-0                   | 2-0                   | Copa Centroamericana 2011 |
| 7                     | 18-4-2020             | Estadio Doroteo Guamuch Flores, Guatemala | Guatemala             | 2-0                   | 2-0                   | Amistoso                  |

## Estadísticas
| Club                             | Div.          | Temporada     | Liga  | Liga  | Copas nacionales | Copas nacionales | Torneos internacionales | Torneos internacionales | Total | Total |
| Club                             | Div.          | Temporada     | Part. | Goles | Part.            | Goles            | Part.                   | Goles                   | Part. | Goles |
| -------------------------------- | ------------- | ------------- | ----- | ----- | ---------------- | ---------------- | ----------------------- | ----------------------- | ----- | ----- |
| Tauro FC · Panamá                | 1.ª           | 2005-06       | ?     | ?     | —                | —                | —                       | —                       | ?     | ?     |
| Tauro FC · Panamá                | 1.ª           | 2007          | 15    | 14    | —                | —                | —                       | —                       | 15    | 14    |
| Tauro FC · Panamá                | Total club    | Total club    | 15    | 14    | 0                | 0                | 0                       | 0                       | 15    | 14    |
| Tiburones Rojos · México         | 2.ª           | 2007          | 11    | 5     | —                | —                | —                       | —                       | 11    | 5     |
| Tiburones Rojos · México         | Total club    | Total club    | 11    | 5     | 0                | 0                | 0                       | 0                       | 11    | 5     |
| Tauro FC · Panamá                | 1.ª           | 2008          | 30    | 15    | —                | —                | —                       | —                       | 30    | 15    |
| Tauro FC · Panamá                | 1.ª           | 2009          | 36    | 27    | —                | —                | 7                       | 4                       | 42    | 31    |
| Tauro FC · Panamá                | Total club    | Total club    | 66    | 42    | 0                | 0                | 7                       | 4                       | 73    | 46    |
| América de Cali · Colombia       | 1.ª           | 2010          | 11    | 2     | —                | —                | —                       | —                       | 11    | 2     |
| América de Cali · Colombia       | Total club    | Total club    | 11    | 2     | 0                | 0                | 0                       | 0                       | 11    | 2     |
| San Miguelito · Panamá           | 1.ª           | 2010          | 14    | 1     | —                | —                | —                       | —                       | 14    | 1     |
| San Miguelito · Panamá           | Total club    | Total club    | 14    | 1     | 0                | 0                | 0                       | 0                       | 14    | 1     |
| Real Cartagena · Colombia        | 1.ª           | 2011          | 13    | 3     | 0                | 0                | —                       | —                       | 13    | 3     |
| Real Cartagena · Colombia        | Total club    | Total club    | 13    | 3     | 0                | 0                | 0                       | 0                       | 13    | 3     |
| Tauro FC · Panamá                | 1.ª           | 2012-13       | 27    | 14    | —                | —                | 3                       | 1                       | 30    | 15    |
| Tauro FC · Panamá                | Total club    | Total club    | 27    | 14    | 0                | 0                | 3                       | 1                       | 30    | 15    |
| Deportivo Anzoátegui · Venezuela | 1.ª           | 2013-14       | 25    | 12    | —                | —                | 3                       | 0                       | 28    | 12    |
| Deportivo Anzoátegui · Venezuela | 1.ª           | 2014-15       | 31    | 23    | —                | —                | 8                       | 3                       | 39    | 26    |
| Deportivo Anzoátegui · Venezuela | 1.ª           | 2015          | 5     | 1     | —                | —                | —                       | —                       | 5     | 1     |
| Deportivo Anzoátegui · Venezuela | Total club    | Total club    | 61    | 36    | 0                | 0                | 11                      | 3                       | 72    | 39    |
| Tauro FC · Panamá                | 1.ª           | 2015          | 7     | 3     | —                | —                | —                       | —                       | 7     | 3     |
| Tauro FC · Panamá                | Total club    | Total club    | 7     | 3     | 0                | 0                | 0                       | 0                       | 7     | 3     |
| Deportivo Anzoátegui · Venezuela | 1.ª           | 2016          | 12    | 3     | —                | —                | —                       | —                       | 12    | 3     |
| Deportivo Anzoátegui · Venezuela | Total club    | Total club    | 12    | 3     | 0                | 0                | 0                       | 0                       | 12    | 3     |
| Tauro FC · Panamá                | 1.ª           | 2016          | 19    | 15    | —                | —                | —                       | —                       | 19    | 15    |
| Tauro FC · Panamá                | Total club    | Total club    | 19    | 15    | 0                | 0                | 0                       | 0                       | 19    | 15    |
| Deportivo La Guaira · Venezuela  | 1.ª           | 2017          | 21    | 5     | —                | —                | —                       | —                       | 21    | 5     |
| Deportivo La Guaira · Venezuela  | Total club    | Total club    | 21    | 5     | 0                | 0                | 0                       | 0                       | 21    | 5     |
| Tauro FC · Panamá                | 1.ª           | 2017-18       | 32    | 14    | —                | —                | 6                       | 5                       | 38    | 19    |
| Tauro FC · Panamá                | 1.ª           | 2018-19       | 20    | 10    | —                | —                | 4                       | 2                       | 24    | 12    |
| Tauro FC · Panamá                | Total club    | Total club    | 52    | 24    | 0                | 0                | 10                      | 7                       | 62    | 31    |
| Real Cartagena · Colombia        | 2.ª           | 2019          | 17    | 11    | 1                | 1                | —                       | —                       | 18    | 12    |
| Real Cartagena · Colombia        | Total club    | Total club    | 17    | 11    | 1                | 1                | 0                       | 0                       | 18    | 12    |
| Tauro FC · Panamá                | 1.ª           | 2020          | 13    | 7     | —                | —                | 1                       | 1                       | 14    | 8     |
| Tauro FC · Panamá                | 1.ª           | 2021          | 21    | 3     | —                | —                | 0                       | 0                       | 21    | 3     |
| Tauro FC · Panamá                | 1.ª           | 2022          | 33    | 4     | —                | —                | 2                       | 0                       | 35    | 4     |
| Tauro FC · Panamá                | Total club    | Total club    | 67    | 14    | 0                | 0                | 3                       | 1                       | 70    | 15    |
| Potros del Este · Panamá         | 1.ª           | 2023          | 0     | 0     | —                | —                | —                       | —                       | 0     | 0     |
| Potros del Este · Panamá         | Total club    | Total club    | 13    | 2     | 0                | 0                | 0                       | 0                       | 13    | 2     |
| Total carrera                    | Total carrera | Total carrera | 426   | 191   | 1                | 1                | 34                      | 16                      | 461   | 211   |
| 1.                               |               |               |       |       |                  |                  |                         |                         |       |       |

## Palmarés

### Campeonatos nacionales
| Título           | Club     | País   | Año    |
| ---------------- | -------- | ------ | ------ |
| Primera División | Tauro FC | Panamá | 2007-A |
| Liga Panameña    | Tauro FC | Panamá | 2012-C |
| Liga Panameña    | Tauro FC | Panamá | 2018-A |
| Liga Panameña    | Tauro FC | Panamá | 2021-C |

### Campeonatos internacionales
| Título     | Club (*)            | País     | Año  |
| ---------- | ------------------- | -------- | ---- |
| Copa Uncaf | Selección de Panamá | Honduras | 2009 |

### Distinciones individuales
| Distinción                                                    | Año     |
| ------------------------------------------------------------- | ------- |
| Goleador del Torneo Apertura (Panama) (14 goles)              | 2007    |
| Goleador del Torneo Apertura (Panama) (18 goles)              | 2009    |
| Goleador del Primera División de Venezuela 2014-15 (23 goles) | 2014-15 |